# Encyclopédie

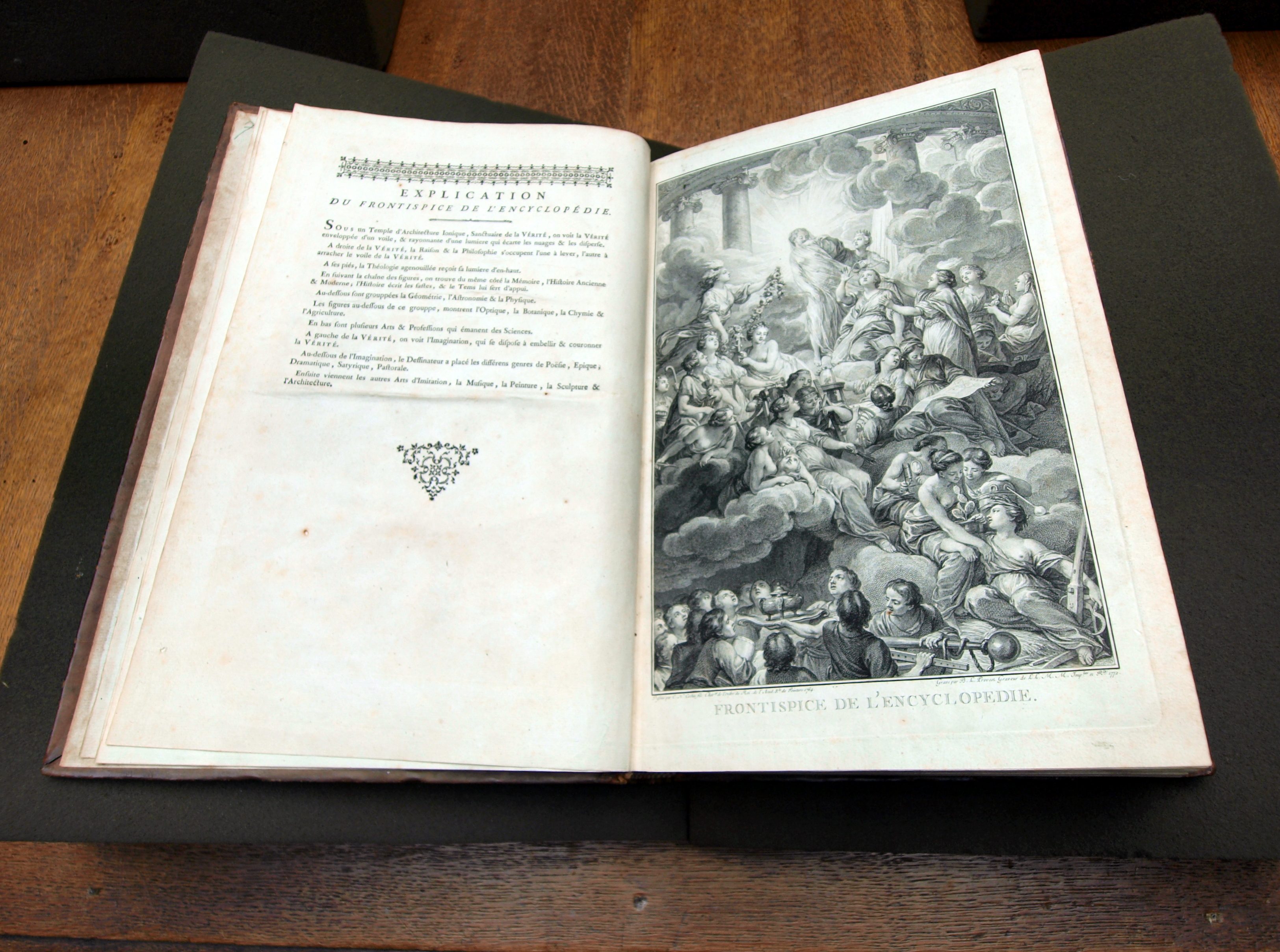
Primer volum de lEncyclopédie a la biblioteca del Museu Teyler, junt a la del MuVIM de València, un dels dos únics exemplars originals complets del món

L'Encyclopédie (Enciclopèdia) fou un voluminós compendi de coneixements en francès a càrrec de Denis Diderot i Jean-le-Rond d'Alembert. És considerada un típic exponent del projecte de la Il·lustració. El seu nom original era Encyclopédie, ou Dictionnaire raisonné des sciences, des arts et des métiers, par une société de gens de lettres, mis en ordre par M. Diderot de l'Académie des Sciences et Belles-Lettres de Prusse, et quant à la partie mathématique, par M. d'Alembert de l'Académie royale des Sciences de Paris, de celles de Prusse et de la Société royale de Londres (en català: L'enciclopèdia, o diccionari raonat de les ciències, arts i oficis, per una societat de persones de lletres, posat en ordre per M. Diderot, de l'Acadèmia de Ciències i Lletres de Prússia, i respecte a la part de les matemàtiques, per M. d'Alembert de l'Acadèmia Reial de les Ciències de París, de les de Prússia i de la Societat Reial de Londres).
Consta de 28 volums –17 toms de text i 11 de làmines– als que cal afegir els Suppléments, amb quatre volums de text, un de làmines i dos volums amb índexs alfabètics. El total fa 35 volums, si bé l'Encyclopédie i els Suppléments són obres distintes. L'Encyclopédie va ser editada per Le Breton entre 1751 i 1772, mentre que els Suppléments foren editats per Charles-Joseph Panckoucke entre 1776 i 1777. Els Suppléments foren realitzats de manera aliena a Diderot o Le Breton, si bé alguns col·laboradors com Jean-François Marmontel sí que s'afegirien al nou projecte.

## Desenvolupament del projecte
La idea de publicar una enciclopèdia en francès neix de la influència i èxit editorial de la Cyclopaedia or an Universal Dictionary of Arts and Sciences (1728) d'Ephraim Chambers (composta per dos volums i dos suplements), així com de la publicació del Trevoux elaborat pels jesuïtes. L'editor André Le Breton obté el 1745 una llicència per a efectuar una traducció al francès de l'enciclopèdia de Chambers, Els promotors van tenir discrepàncies sobre el projecte, i els llibreters Le Breton, Briasson, Durand i David van contractar Jean Paul de Gua de Malves per transformar el projecte en la redacció d'una obra original i única d'aquest tipus, una Encyclopédie ou Dictionnaire universel des arts et des science de la qual ell seria l'editor principal. Un any després, el 3 d'agost de 1747, el contracte és rescindit per raons encara poc clares i els llibreters nomenen el 16 d'octubre de 1747 com a nous editors Jean le Rond d'Alembert i Denis Diderot. l'elaboració editorial de l'Encyclopédie. Per aconseguir el bon fi del projecte, tots dos s'envolten d'uns "société de gens de lettres", visiten els tallers, s'ocupen de l'edició i d'una part de la comercialització. En 1750 apareix un Prospectus, que amb 8.000 fulletons editats va servir com a publicitat del projecte. El primer volum contenia el Discours préliminaire, escrit per D'Alembert,i va aparèixer el 1751.
El projecte va ser molt atacat pel partit conservador de la cort i pels jesuïtes, fins al punt que -malgrat importants aliances com Madame de Pompadour o Chrétien Guillaume de Lamoignon de Malesherbes- en van forçar la prohibició durant un temps. El febrer de 1752, els jesuïtes van pressionar el Consell d'Estat per obtenir la condemna i la interrupció de la publicació de l'Encyclopédie, i ho varen aconseguir: es va prohibir la venda, la compra o disposar dels dos primer volums. Però gràcies a Malesherbes, director de llibreries i encarregat de la censura, i defensor del projecte enciclopèdic, la publicació es va reprendre en novembre de 1753.
L'any 1757 es publicà l'article "Ginebra" a l'Enciclopèdia, provocant una forta reacció del clergat i de Jean-Jacques Rousseau. Jean le Rond d'Alembert es va retirar de la companyia el 1757 després d’enfadar-se amb Diderot, que va quedar com a director únic, i va escollir trobar substitut en Louis de Jaucourt. El parlament va prohibir la seva publicació en 1759. El papa Climent XIII, el 5 de març de 1759, va disposar que aquesta obra entrés a formar part de l'Índex dels llibres prohibits per l'Església Catòlica, i ordenava "a tots catòlics, sota pena d'excomunió, a cremar tots els exemplars que en tinguessin disponibles". A partir d'aquell moment la publicació dels textos es va fer de forma clandestina, fins que a partir de l'any 1762, any de l'expulsió dels jesuïtes de França, tot es normalitza.
Els equilibris dels editors varen ser continuats per tal que l'obra no fos considerada massa revolucionària i antireligiosa i fos definitivament prohibida la seva elaboració. Diderot ja havia estat arrestat en alguna ocasió i la religió va ser classificada en l'obra com una branca de la filosofia i no pas com l'últim recurs del coneixement i la moral. A més, es dubtava de l'autenticitat dels fets històrics apareguts a la Bíblia i es qüestionava la validesa dels miracles i la Resurrecció.
Es va imposar la solució que d'Alembert sempre havia propugnat: considerar d'alguna manera l'Encyclopedie un projecte d'interès nacional. La monarquia, conscient dels inconvenients de la prohibició de l'Encyclopedie (fugida del projecte editorial a l'estranger, amb la consegüent pèrdua de capital i prestigi nacional, així com de control efectiu sobre els seus continguts), va permetre que prosseguís de manera tàcita i molt vigilada, fins que es completés els disset volums de l'obra el 1772.

## La finalització i l'èxit
Es tracta de la composició d'un treball extraordinari, que en el seu moment culminant va arribar a comptar amb un miler d'impressors, gravadors, dibuixants, enquadernadors i gent diversa, i en la que varen col·laborar com a autors de text fins a 160 persones de les més variades ocupacions: literats, científics, artistes, magistrats, teòlegs, nobles i artesans, que varen ser coneguts com "els enciclopedistes".
Aquests col·laboradors provenien de medis molt diversos, i la qualitat de la seva feina va ser desigual, com bé reconeixia el propi Diderot: "entre homes de qualitat excel·lent, també se'n troben de fluixos, de mediocres i fins i tot de dolents. Per això aquest bigarrament en l'obra, on es troba un projecte col·legial al costat d'una obra mestra; una estupidesa al costat d'una cosa sublim; una pàgina escrita amb força, puresa, calor, judici, raó i elegància, junt a una altra pàgina pobre, mesquina, plana i miserable".
L'Encyclopédie, editada per subscripció, estava prevista inicialment en deu volums, per finalment va arribar als vint-i-vuit: disset d'ells eren articles de major o menor extensió, 71.818 en total, que ocupaven 18.000 pàgines de text i 21.700.000 de paraules en total; els onze volums restants contenien 2.569 làmines de gran bellesa i perfecció, que varen ser completament acabades l'any 1772. Aquesta obra immensa, que va haver de superar tota mena de traves, va necessitar més de vint-i-cinc anys de treball, des del 1751 en què va aparèixer el primer volum, fins al 1778, quan es varen publicar les “Taules” que recollien els articles complementaris i restablia els articles oblidats.
Aquestes Taules, titulades Table analytique et raisonnée des matières contenues dans les XXXIII volumes in-folio du Dictionnaire des sciences, des arts et des métiers, i produïdes per Pierre Mouchon, varen aparèixer l'any 1780, en dos volums: constaven de 75.000 entrades, 44.000 articles principals, 28.000 articles secundaris i 2.500 il·lustracions.
Els 17 volums inicials, els 11 volums de làmines, el Supplément de 4 volums amb el seu corresponent volum de làmines i les "Taules", en 2 volums, formen els 35 volums de l'edició de base, dita de Paris.
I de fet, l'obra va ser un gran èxit editorial, més lucratiu del que havien imaginat els llibreters: el cost calculat, el 1771, pujava a 1.158.000 lliures (al voltant de 13,7 milions d'euros). Però cal tenir en compte que a la fi de 1751 el nombre de subscriptors ja havia arribat als 2.619 i continuava creixent. Finalment es varen ingressar aproximadament 3.730.000 lliures, el que donava un benefici aproximat de 2.500.000 lliures (prop de 31 milions d'euros).
La publicació de l'Encyclopédie va suscitar entre el públic un entusiasme extraordinari, que es va manifestar inclús entre els cortesans propers al rei Louis XV, com ho testifica una anècdota explicada per Voltaire el 1774: “un empleat de Louis XV m’explicava un dia que el rei, el seu amo, sopant al Trianon en petita companyia, conversaven sobre la cacera i la pólvora a administrar. Algú va dir que la millor pólvora es feia a parts igual de salnitre, sofre i carbó. El duc de La Vallière, més instruït, va defensar que, per fer una bona pólvora pel canó, calia una única part de sofre i una de carbó sobre cinc parts de salnitre ben filtrat, ben evaporat i ben cristal·litzat.
És sorprenent, va dir el duc de Nivernais, que ens divertim tots els dies matant perdius al parc de Versalles, i de vegades matant homes, o morint nosaltres a les fronteres, sense saber exactament amb què es mata. Ai! què en sabem poc de les coses d'aquest món, va respondre Madame de Pompadour: jo no sé de què està compost el vermell que em poso a les galtes, i m’avergonyiria força si em preguntessin com es fan les mitges de seda que em poso.
- És una pena, va dir llavors el duc de La Vallière, que sa Majestat ens hagi confiscat els nostres Diccionaris Enciclopèdics, que ens han costat cent pistoles a cadascun de nosaltres; hi trobaríem ben aviat la resposta a totes les preguntes.
El rei va justificar la confiscació; havia estat advertit que els vint-i-un volums in-folio, que es trobaven a la "toilette" de les dames, eren la cosa més perillosa del món pel reialme de França, però va voler saber per ell mateix si això era veritat, abans de permetre que es pogués llegir aquest llibre. Al final del sopar va ordenar a tres nois del seu servei que li portessin l'obra, i cadascun d'ells li varen portar set volums, no sense gran esforç. Varen llegir l'article "PÓLVORA" i es varen adonar que el duc de La Vallière tenia raó; i ben aviat Madame de Pompadour va aprendre la diferència entre el vell vermell d'Espanya, el qual feien servir totes les dames de Madrid per posar color a les seves galtes, i el vermell de les dames de Paris. Va saber que les dames gregues i romanes es pintaven amb la porpra que s'extreia del cargol de punxes (Murex) i que, per conseqüència, el nostre escarlata era la porpra dels antics; que hi havia més de safrà en el vermell d'Espanya i més de cotxinilla en el de França. Ella va veure com es feien les seves mitges al taller, i la màquina que les fabricava la va sorprendre deliciosament.
- Ah! el bell llibre! va exclamar. Senyor, vós haveu doncs confiscat aquest magatzem de les coses útils per posseir-lo vos solament i per ser l'únic savi del vostre regne. Tot seguit, tots es varen llançar sobre els volums, igual que les filles de Licomedes sobre les joies d'Ulisses; i tots hi varen trobar a l'instant allò que cercaven".

## Redactors
Els dos grans impulsors de l'obra varen ser certament Diderot i D'Alembert, però també caldria destacar a Jean-Jacques Rousseau (articles sobre música i teoria política); François-Marie Arouet, conegut com a Voltaire (història, literatura i filosofia); Jean-Marie-Daubenton (història natural); Étienne Bonnot de Condillac (filosofia), François Quesnay (articles “granges” i “grans”), Anne-Robert-Jacques Turgot (economia, etimologia, filosofia i física), Charles-Louis de Secondat, baró de Montesquieu (part de l'article “goût)”, Paul-Henry Thiry, baró d'Holbach (química i mineralogia, política i religió); Nicolas-Antoine Boulanger (dret); o el principal dibuixant de l'obra, Louis-Jacques Goussier. Menció especial caldria fer-se al metge Louis, Chevalier de Jacourt, amb una participació extraordinària i desinteressada que fins i tot li va costar diners i es va veure obligat a vendre una casa per pagar el salari dels secretaris que tenia empleats. Ell sol va reportar la composició de 17.395 articles en set anys (1759-1765), el 28% del volum de text, una mitjana de 140 articles al mes, o vuit al dia, referits tots ells a una immensa varietat de temes, entre els quals economia, literatura, medicina o política.

## Estructura
L'enciclopèdia té un ordre temàtic, seguint el següent esquema del coneixement (detallat al seu inici). El saber humà es divideix en tres branques principals segons les facultats que s'emprin per assolir-lo: la memòria humana, la racionalitat i la imaginació.
Dins els sabers relacionats amb la memòria es troba la història, l'anomenada història natural (origen dels éssers vius i astres) i els usos que s'han donat als materials al llarg del temps. A sota de l'epígraf de la raó es troba la filosofia, la comunicació (incloent-hi els sistemes d'escriptura i la gramàtica), l'ètica (apareix com a disciplina autònoma), les matemàtiques, la física, la medicina i la biologia, amb un apartat per a l'alquímia. Per acabar, depenent de la imaginació, apareixen els articles relacionats amb la literatura i les arts.
Per a Diderot, “el principi d'una enciclopèdia és la d'adjuntar els coneixements disseminats sobre la terra; exposar el sistema general als homes que siguin els nostres contemporanis, i transmetre-ho igualment als homes que neixin amb posterioritat, amb el fi que els treballs dels segles anteriors no hagin estat inútils pels segles que ens succeeixin; que els nostres nets, que seran més instruïts que no pas nosaltres, siguin al mateix temps més virtuosos i feliços; i que nosaltres no morim sense haver merescut pertànyer al gènere humà” (Recollit de l'article “Encyclopédie” de l'Encyclopédie).
D‘Alembert va ser l'encarregat de redactar els articles científics i revisar tots els capítols referents a les matemàtiques. Ell va escriure el “Discurs Preliminar”, publicat al principi del primer volum. Es tracta d'una admirable reflexió on es mostra el sentiment humà en la recerca de tots els coneixements. En ell, D'Alembert informava que l'Encyclopédie havia estat composta amb “el doble objecte d'exposar, tant com sigui possible, l'ordre i l'encadenament del coneixement humà; i com a diccionari raonat de les Ciències, Arts i Oficis, per contenir, sobre cada Ciència i sobre cada Art, les principals generalitats que en són la base i els detalls més essencials dels quals es nodreix el cos i la substància”.
La llegenda que encapçala l'Encyclopédie és obra del poeta Horaci (Ars poetica, v. 249), i resumeix l'esperit amb què va ser composta aquesta obra: Tantum series juncturaque pollet / tantum de medio sumptis accedit honoris, que podria traduir-se com que “tant de prestigi s'obté de les grans coses (l'ordre i la unió), com honor es rep de les petites (les més simples)”.
Les definicions de l'Encyclopédie solen ser sempre ajustades i precises, i una bona part d'elles han resistit el pas del temps i segueixen semblant molt vigents, com seria el cas, per exemple, de treball, virtut o fanatisme.
Treball: ocupació diària a la que l'home està condemnat per necessitat i en la qual al mateix temps ha de comprometre la seva salut, subsistència i felicitat, el seu sentit comú i potser la seva virtut. La Mitologia el considera un mal i el creu nascut d'Erebus (tenebrós) i de la nit.
Virtut: És més fiable qui coneix la virtut com un sentiment que qui es permet raonar sobre la seva naturalesa. Si existeix una persona desgraciada a la terra que mai l'hagi sentit, que mai hagi experimentat el dolç plaer d'obrar el bé, tot el que diguéssim sobre aquest punt seria absurd i inútil, igual que descriure a un cec les belleses d'una pintura o els encants d'un paisatge. Un sentiment només pot ser conegut a través del sentiment.
Fanatisme: És un fervor cec i apassionat sorgit de la superstició, que provoca accions ridícules, injustes i cruels; no solament sense vergonya ni remordiment, sinó amb una espècie de goig i satisfacció. El fanatisme, per tant, és la superstició en acció.